# Caballo blanco de Kent

El caballo blanco de Kent, en la bandera de Kent.

El caballo blanco de Kent, o caballo blanco rampante, es un símbolo de Kent, un condado en South East England, Gran Bretaña.
La figura representa a un caballo blanco rampante, a veces denominada Invicta, el cual es el lema de Kent.

## Origen
El caballo blanco es el antiguo símbolo del reino de Kent de los jutos, que se remonta a los siglos VI a VIII.
El caballo blanco está relacionado con el emblema de Horsa, el hermano de Hengest, que venció al rey Vortigern cerca de Aylesford. El registro más antiguo del caballo blanco se encuentra en el libro Restitution of Decayed Antiquities de 1605 por Richard Verstegan. Este libro contiene un grabado de Hengist y Horsa desembarcando en Kent en 449 bajo una bandera de un caballo blanco rampante. En efecto, los orígenes continentales de este emblema se pueden observar en el escudo de armas de Baja Sajonia, la región holandesa de Twente, la Casa de Welf (que lo adaptó en el siglo XIV; anteriormente el escudo de armas de Welf tenía un león dorado sobre fondo rojo) y el estado alemán moderno de Renania del Norte-Westfalia: el caballo sajón. Algunos historiadores hacen notar que los jutos que migraron a Kent desde el continente pueden haber estado relacionados con los sajones del sur de Renania.

Escudo de armas de Baja Sajonia, en Alemania.
Escudo de armas de Renania del Norte-Westfalia, en Alemania.
Bandera de la región de Twente, en los Países Bajos.